# SM Tb XXXIII
SM Tb XXXIII (SM Tb 43) – austro-węgierski torpedowiec z końca XIX wieku. Okręt został zwodowany 29 września 1887 roku w stoczni Marinearsenal w Poli i w tym samym roku wszedł do służby w Kaiserliche und Königliche Kriegsmarine. W 1910 roku oznaczenie jednostki zmieniono na Tb 43. Okręt został wycofany ze służby w 1911 roku.

## Projekt i budowa
SM Tb XXXIII był powiększoną i zmodyfikowaną jednostką w stosunku do zbudowanego wcześniej typu Tb XXVII . Okręt został zbudowany w krajowej stoczni Marinearsenal w Poli . Okręt został zwodowany 29 września 1887 roku.

## Dane taktyczno-techniczne
Okręt był niewielkim torpedowcem o długości na wodnicy 36,8 metra, szerokości 4,5 metra i zanurzeniu 1,9 metra . Wyporność normalna wynosiła 66 ton, zaś pełna 70 ton . Okręt napędzany był przez maszynę parową o mocy 700 KM, do której parę dostarczał jeden kocioł lokomotywowy . Jednośrubowy układ napędowy pozwalał osiągnąć prędkość 17 węzłów .
Okręt wyposażony był w dwie dziobowe wyrzutnie torped kalibru 356 mm . Uzbrojenie artyleryjskie stanowiły dwa pojedyncze działka pokładowe kal. 37 mm SFK L/23 Hotchkiss .
Załoga okrętu składała się z 16 osób .

## Służba
Torpedowiec został ukończony i wcielony do służby w Kaiserliche und Königliche Kriegsmarine w 1887 roku . W 1890 roku w marynarce austro-węgierskiej wprowadzono podział torpedowców na klasy, w wyniku którego Tb XXXIII został przyporządkowany do II klasy. W 1910 roku na podstawie zarządzenia o normalizacji nazw dokonano zmiany oznaczenia jednostki na Tb 43 . Okręt wycofano ze służby w 1911 roku .